# Erebia fogarisca
Erebia fogarisca är en fjärilsart som beskrevs av B.C.S Warren 1931. Erebia fogarisca ingår i släktet Erebia och familjen praktfjärilar. Inga underarter finns listade i Catalogue of Life.